# Whenever (Kris Kross Amsterdam x The Boy Next Door)
Whenever is een nummer uit 2018 van het Nederlandse dj-trio Kris Kross Amsterdam en de Nederlandse dj The Boy Next Door, ingezongen door de Britse zanger Conor Maynard.
Het refrein in het nummer is gesampled uit de wereldhit "Whenever, Wherever" van Shakira uit 2001. "Whenever" was een idee van The Boy Next Door, die daarmee naar de leden van Kris Kross Amsterdam is gegaan. Samen hebben ze het idee uitgewerkt tot een nummer, met vocalen van Conor Maynard. Het nummer werd vooral een hit in Nederland en Scandinavië. In de Nederlandse Top 40 haalde het de 3e positie. In de Vlaamse Ultratop 50 haalde het nummer een bescheiden 25e positie.
In oktober 2018 werd het nummer platina.